# Герлах фон Насау
Герлах фон Насау (на немски: Gerlach von Nassau; * 1322, Идщайн; † 12 февруари 1371, Ашафенбург) от Дом Насау, е от 1346 г. до смъртта си архиепископ на Майнц.

## Живот
Той е третият син на граф Герлах I (1285 – 1361) и първата му съпруга Агнес фон Хесен († 1332), дъщеря на ландграф Хайнрих фон Хесен. Герлах е внук на крал Адолф от Насау († 1298). Брат е на Адолф I фон Насау-Висбаден-Идщайн (1307 – 1370) и на Йохан I фон Насау-Вайлбург (1309 – 1371).
Герлах е на 14 години през 1336 г. и е канон в катедралата на Майнц, назначен от папа Бенедикт XII. Между 1340 и 1344 г. той следва в университета в Болоня. През 1343 г. е канон на катедралата на Трир, провост на Св. Мариен в Ерфурт 1344 г., доминиканец през 1345 г. папа Климент VI сваля на 7 април 1346 г. архиепископа на Майнц Хайнрих III фон Вирнебург и назначава Герлах на 26 април 1346 г. в Авиньон за епископ на Майнц и архиепископ на Майнц.
Герлах помага на Балдуин Люксембургски, архиепископ и курфюрст на Трир. Поддръжник е на Карл IV в изборите за геген-крал към Лудвиг Баварски.
Той определя племенника си Адолф II фон Насау за свой наследник като архиепископ на Майнц. Герлах е погребан в манастир Ебербах в Рейнгау, Хесен.